# Paspels
Paspels (rätoromanska: Pasqual) är en ort och tidigare kommun i regionen Viamala i kantonen Graubünden, Schweiz. Kommunen blev 2015 en del av den nya kommunen Domleschg.